# Federal Shipbuilding and Drydock Company
La Federal Shipbuilding and Drydock Company était un chantier naval américain en activité de 1917 à 1948. Il est fondé durant la Première Guerre mondiale afin de construire les navires  de charge commandés par le United States Shipping Board. Créé en tant que filiale de l'U.S. Steel, le chantier est situé à Kearny Point (en), où la rivière Hackensack se déverse dans la baie de Newark. Durant et entre les deux Guerres mondiales, plus de 500 navires y sont construits, notamment des destroyers, destroyers d'escorte et des croiseurs légers pour l'United States Navy.